# Tyrael
Tyrael es un arcángel, es uno de los protagonistas en la historia del videojuego Diablo II, de su expansión Diablo II: Lord of Destruction y de Diablo III, así como de la expansión de este, Diablo III: Reaper of Souls, de Blizzard Entertainment. Su imagen en el mundo terrenal es la de un hombre encapuchado, que despliega unas alas blancas y etéreas. Oculta siempre su cara bajo la capucha, en la cual solo se ve una sombra. Lleva una túnica marrón, envejecida por los años. Porta unos guanteletes de cuero y lleva una espada larga.

## Su papel en Diablo II
Una vez ayudó a los mortales en la lucha contra Los Demonios Mayores en contra de la voluntad del cielo. Consiguió unir a los clanes de magos y les entregó las piedras del alma, para que encerrasen en ellas a los tres demonios mayores y así ayudar a salvar el mundo. 
En la historia de Diablo II, cuando Diablo se escapó de su prisión, Tyrael volvió a la tierra a ayudar a los mortales. El cielo no le permitía ayudar directamente a los humanos, pero aconsejó al héroe que los combatió y le dio consejos a Caín, el último de los Horadrim. En la historia del juego, en el acto II, mantuvo una pelea con Diablo en la tumba de Tal-Rasha, en la que consiguió impedir a Diablo liberar a su hermano Baal, pero por la confusión de Marius fue que escaparon hacia Kurast para poder liberar a Mefisto, el Señor del odio.
Posteriormente, en la expansión de Diablo II "Lord of Destruction", después de la derrota de Baal para impedir que este lograra utilizar la cámara de la piedra del mundo (traducido incorrectamente como mundo de piedra), ubicada en lo más alto del Monte Arreat, como un enlace entre el abismo de los Infiernos Abrasadores y el Reino Mortal, desafortunadamente revela que la impía presencia del Señor de la Destrucción le dejó en un estado de corrupción tan severo que ya no tenía salvación, y finalmente decide que lo mejor para la humanidad era destruirla, ignorando qué efectos pudiese ocasionar esto en el mundo de los humanos, pero expresando que indudablemente era mejor que dejar impregnada en tan poderoso artefacto la esencia misma de la maldad.

## Su papel en Diablo III
En Diablo III, Tyrael aparece como humano que llegó a al mundo de los mortales cayendo desde el cielo a la Catedral de Tristán donde Deckard Cain descifraba la profecía sobre el regreso del mal. 
Tyrael, sin memoria y mortal, es rescatado por el jugador. Este lo lleva junto a Deckard Cain a Nueva Tristán donde más tarde será atacada por la Bruja malvada llamada Maghda donde mata a Deckard Cain y secuestra a Tyrael, entre otras cosas. El jugador busca la espada de Tyrael, y más tarde en la historia lo encuentra en medio de un ritual realizado por los magos de la bruja Maghda a punto de morir. Es rescatado y le es devuelta su espada. Al tener la espada en su mano, Tyrael se recupera y recuerda su pasado. Vuelve a ayudar a la Humanidad, pero esta vez siendo un mortal.
Al finalizar el Acto I, una cinematografía sobre la cremación del cuerpo de Deckard Cain nos muestra una charla entre Tyrael y Leah, donde ella le recrimina no conocer lo que es hacer un gran sacrificio. Tyrael ingresa a la mente de Leah y le muestra lo sucedido en el cielo para que él descendiera a la tierra como mortal.
En esa cinematografía, Tyrael pelea con el Ángel Imperius (Líder de todos los Ángeles del Cielo) luego de haber discutido con él por haber ayudado a la humanidad (Diablo II). En la pelea, Tyrael logra bloquear un ataque de Imperius y luego le quita el arma. Finaliza diciendo que él es el Ángel de la Justicia y que si la ley de los Ángeles no le permite ayudar a los humanos prefiere rehusarse a ser un Ángel.
[Continuara...]